# Бикмурзинский сельсовет
Бикмурзинский сельсовет — муниципальное образование со статусом сельского поселения в Неверкинском районе Пензенской области Российской Федерации.
Административный центр — село Бикмурзино.

## История
Статус и границы сельского поселения установлены Законом Пензенской области от 2 ноября 2004 года № 690-ЗПО «О границах муниципальных образований Пензенской области».

## Население
| 2010 | 2012 | 2013 | 2014 | 2015 | 2016 | 2017 |
| ---- | ---- | ---- | ---- | ---- | ---- | ---- |
| 676  | ↘661 | ↘645 | ↘634 | →634 | ↘623 | ↘604 |
| 2018 | 2021 |      |      |      |      |      |
| ↘602 | ↘546 |      |      |      |      |      |

## Состав сельского поселения
| № | Населённый пункт    | Тип населённого пункта       | Население |
| - | ------------------- | ---------------------------- | --------- |
| 1 | Бикмурзино          | село, административный центр | ↘642      |
| 2 | Новая Александровка | деревня                      | →2        |